# تیراندازی در دفتر شارلی ابدو
تیراندازی در دفتر مجله شارلی ابدو (به فرانسوی: Attentat contre Charlie Hebdo)، حمله تروریستی به تاریخ ۷ ژانویه ۲۰۱۵ است که توسط ۲ فرد مسلح به دفتر مجله طنز شارلی ابدو صورت گرفت. در این تیراندازی ۱۲ نفر کشته و ۱۰ نفر زخمی شدند.

## شرح رویداد

کاریکاتور محمد (پیامبر مسلمانان) بر جلد مجلهٔ شارلی ابدو؛ ۱۰۰ ضربه شلاق، اگر از خنده غش نکنی. بالای کاریکاتور تیتر شارلی ابدو به شریعه ابدو (Charia Hebdo) تغییر کرده است.

در روز ۷ ژانویه ۲۰۱۵، حداقل ۲ مرد مسلح (به نامهای سعید کواشی و شریف کواشی) وارد ساختمان دفتر شارلی ابدو در خیابان نیکولا اپِر پاریس شدند و با اسلحه‌های اتوماتیک ازجمله کلاشنیکف بسوی نگهبانان این دفتر و کارکنان آن آتش گشودند که منجر به کشته شدن حداقل ۱۲ نفر و جراحت شدید حداقل ۱۰ نفر شد. ۲ نفر از کشته شدگان افسر پلیس نگهبان بودند. تعقیب گسترده برای دستگیری مظنونین بلافاصله پس از حمله آغاز شد.
برادران گروگانگیر پس از گریختن از دفتر مجله، فردای آن روز به چاپخانه‌ای در شهر دمارتن پناه بردند و یک تن را به گروگان گرفتند، با یورش مأموران به چاپخانه دمارتن، برادران کواشی، کشته شدند و گروگان آن‌ها نیز آزاد شد. سعید و شریف کواشی که در محاصره پلیس قرار داشتند از پناهگاه خود خارج شدند و با پلیس درگیر شدند اما در نتیجه این درگیری هر دو برادر کشته شدند.

### بالا رفتن تیراژ مجله
پس از این عملیات تروریستی، چاپ نشریه پیش‌گفته، متوقف نشده، بلکه در هشت میلیون نسخه، منتشر شد و رکورد فروش را در میان مطبوعات فرانسه شکست؛ شماره‌ای که باز هم کاریکاتوری از پایه‌گذار دین اسلام روی جلدش بود.

## گروگان‌گیری موازی
پس از پناه بردن برادران کواچی به چاپخانه دمارتن، در محلی دیگر مردی مسلح به نام امدی کولیبالی، در فروشگاه مواد غذایی یهودی در شرق پاریس عده‌ای را گروگان گرفت. یگان‌های مقابله با تروریسم فرانسه با یورش به فروشگاه مرد مسلح را کشتند و عده‌ای از گروگان‌ها را آزاد کردند. چهار نفر از گروگان‌ها نیز کشته شدند. فرانسوا مولن دادستان پاریس گفت: پلیس فرانسه معتقد است که این چهار گروگان پیش از حمله نیروهای مسلح به محل گروگانگیری کشته شدند. همچنین چهار گروگان دیگر در همین محل به شدت زخمی شده و ۱۵ تن دیگر بدون هیچ آسیبی نجات یافتند. در این عملیات نجات گروگان‌ها دو مأمور پلیس مجروح شدند. گفته شد گروگانگیر محل دوم نیز با برادران کواشی ارتباط داشته‌است. گروگان‌گیر فروشگاه یهودی که با برادران کواشی ارتباط داشت از پلیس خواسته بود این دو برادر را رها کند. پلیس فرانسه گفت این مرد که نامش امدی کولیبالی ذکر شد روز پنجشنبه هم در جنوب پاریس یک مأمور زن پلیس را کشته بود.
فرانسوا اولاند از حادثه گروگان‌گیری در فروشگاه یهودی به عنوان یک «اقدام یهودی‌ستیزانه» نام برد و گفت کسانی که متعصبانه مرتکب این کار شده‌اند ارتباطی با اسلام ندارند.

## دلیل حمله
چاپ کاریکاتوری از ابوبکر البغدادی رهبر گروه موسوم به «دولت اسلامی عراق و شام» در این نشریه، دلیل حمله به دفتر آن اعلام شد. شریف کواشی به یک تلویزیون فرانسوی گفته بود که القاعده یمن از آن‌ها حمایت می‌کند؛ و امدی کولیبالی، که به یک سوپرمارکت یهودی حمله کرد، مدعی شده بود که به گروه داعش وابسته است و این حملات هماهنگ شده بوده‌اند. چند روز بعد القاعده یمن رسماً مسئولیت حمله را به عهده گرفت. رهبر این گروه در پیامی ویدئویی اعلام کرد که مهاجمان به شارلی ابدو دستور داشتند که به خاطر «توهین به پیامبر اسلام» به دفتر این مجله حمله کنند. در پیام ویدئویی آمده‌است: «سازمان القاعده در شبه‌جزیره عربستان مسئولیت عملیات انتقام رسول خدا» را به عهده می‌گیرد. ناصر بن علی آل انسی، از رهبران القاعده یمن، گفت: رهبری این سازمان «انتخاب هدف، برنامه‌ریزی و تأمین مالی عملیات» را انجام داده‌است.

## قربانیان
دو افسر پلیس بیرون دفتر و ده نفر داخل دفتر اصلی کشته شدند که چند نفر آن‌ها، کاریکاتوریست‌های فرانسوی ژان کابو، استفان شاربونیه، برنار ورلاک، ژرژ ولنسکی و فیلیپ اونوره هستند. برنارد ماریس، اقتصاددان و از سهامداران شارلی ابدو نیز در این حمله کشته شد.

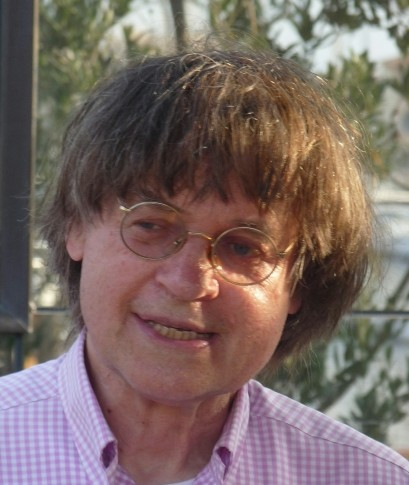
ژان کابو معروف به کابو
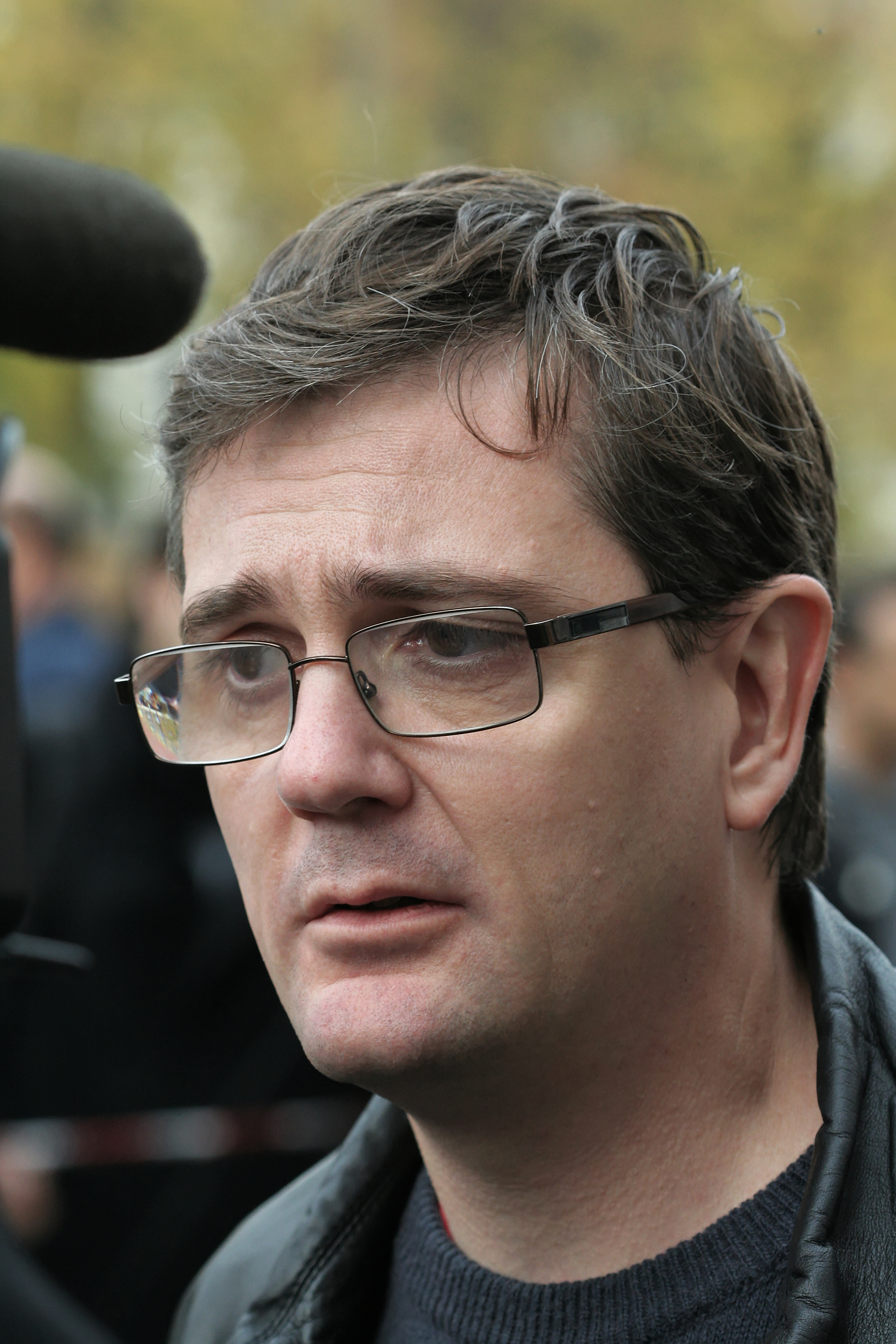
استفان شاربونیه معروف به شارب
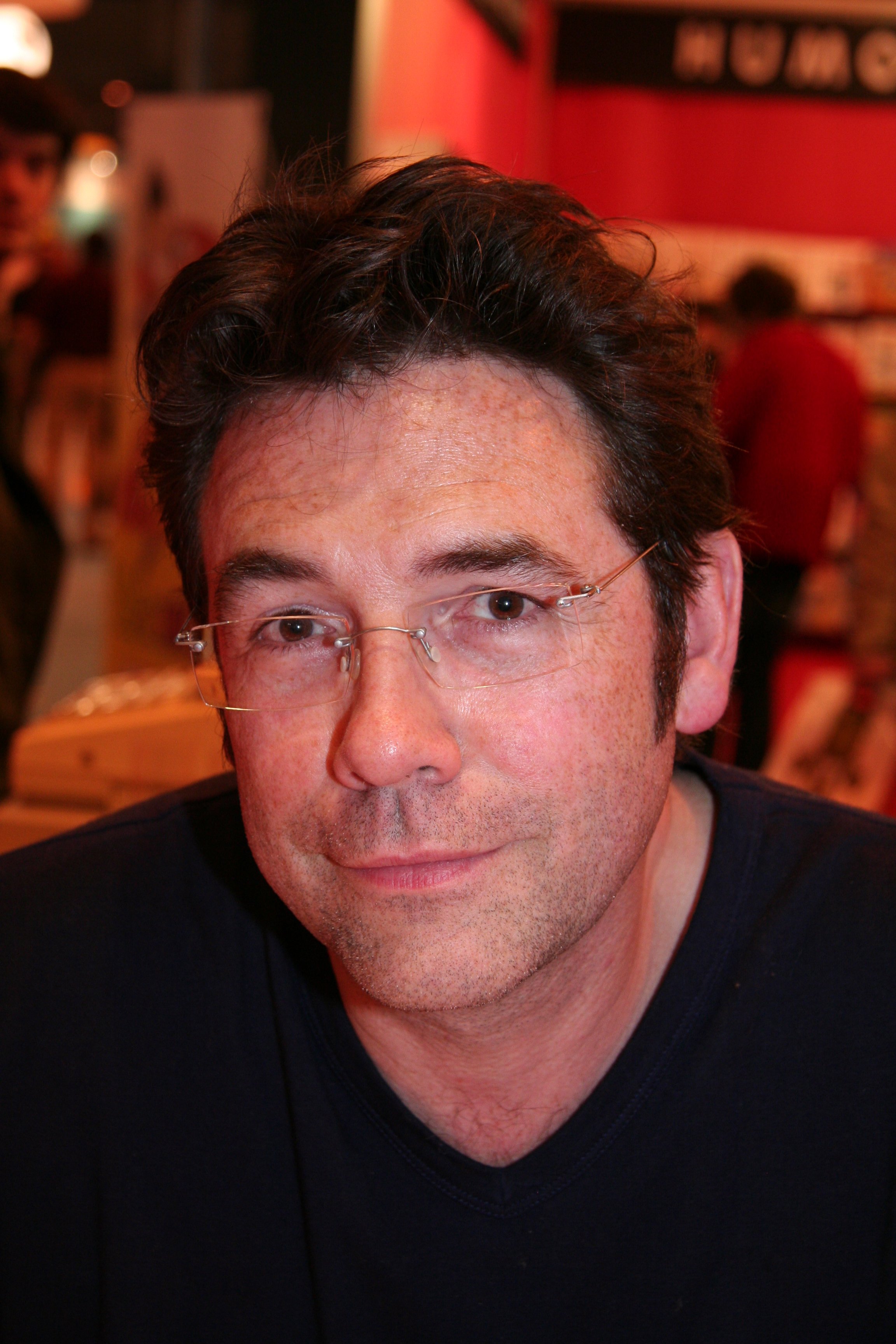
برنار ورلاک معروف به تینوس
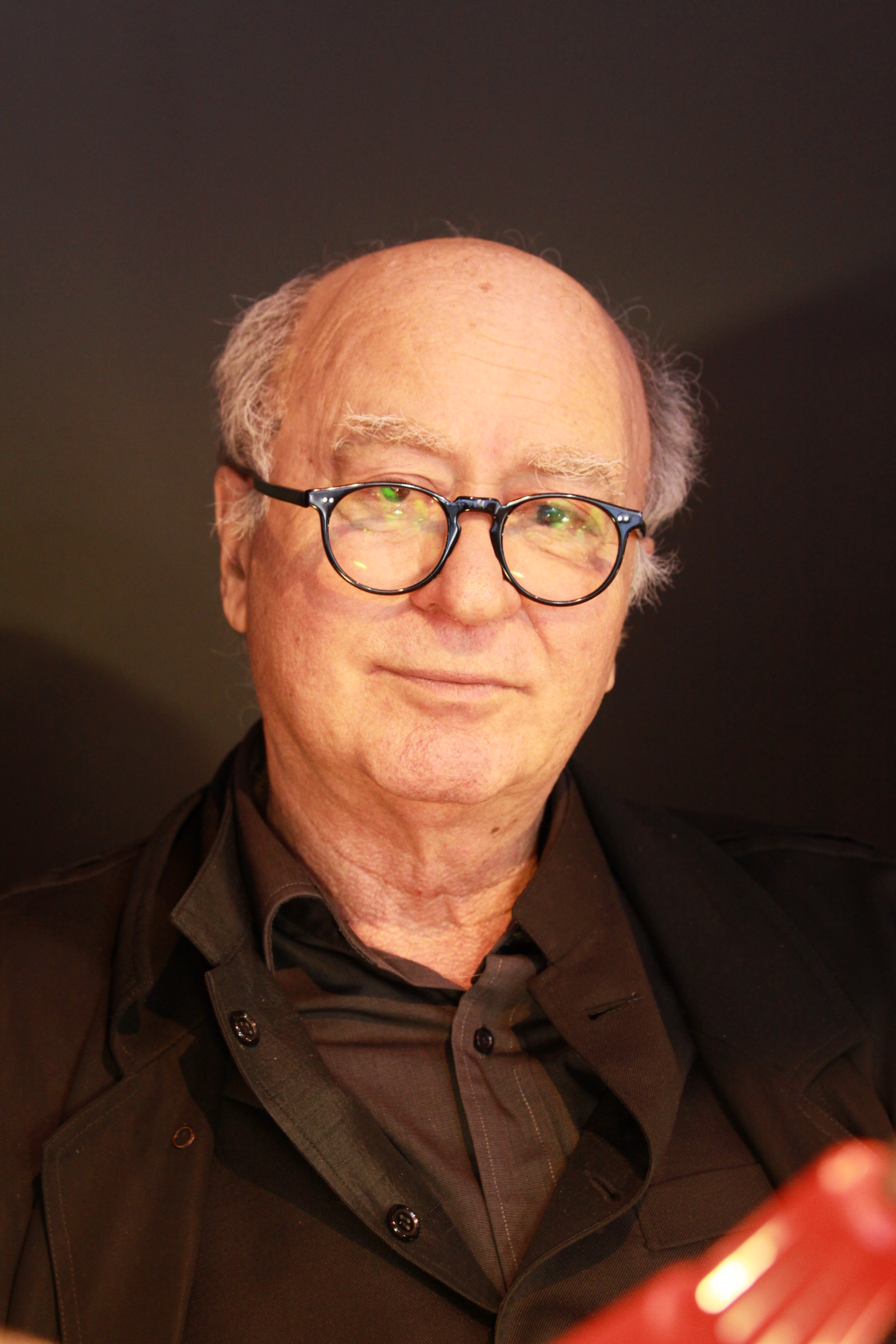
ژرژ ولنسکی
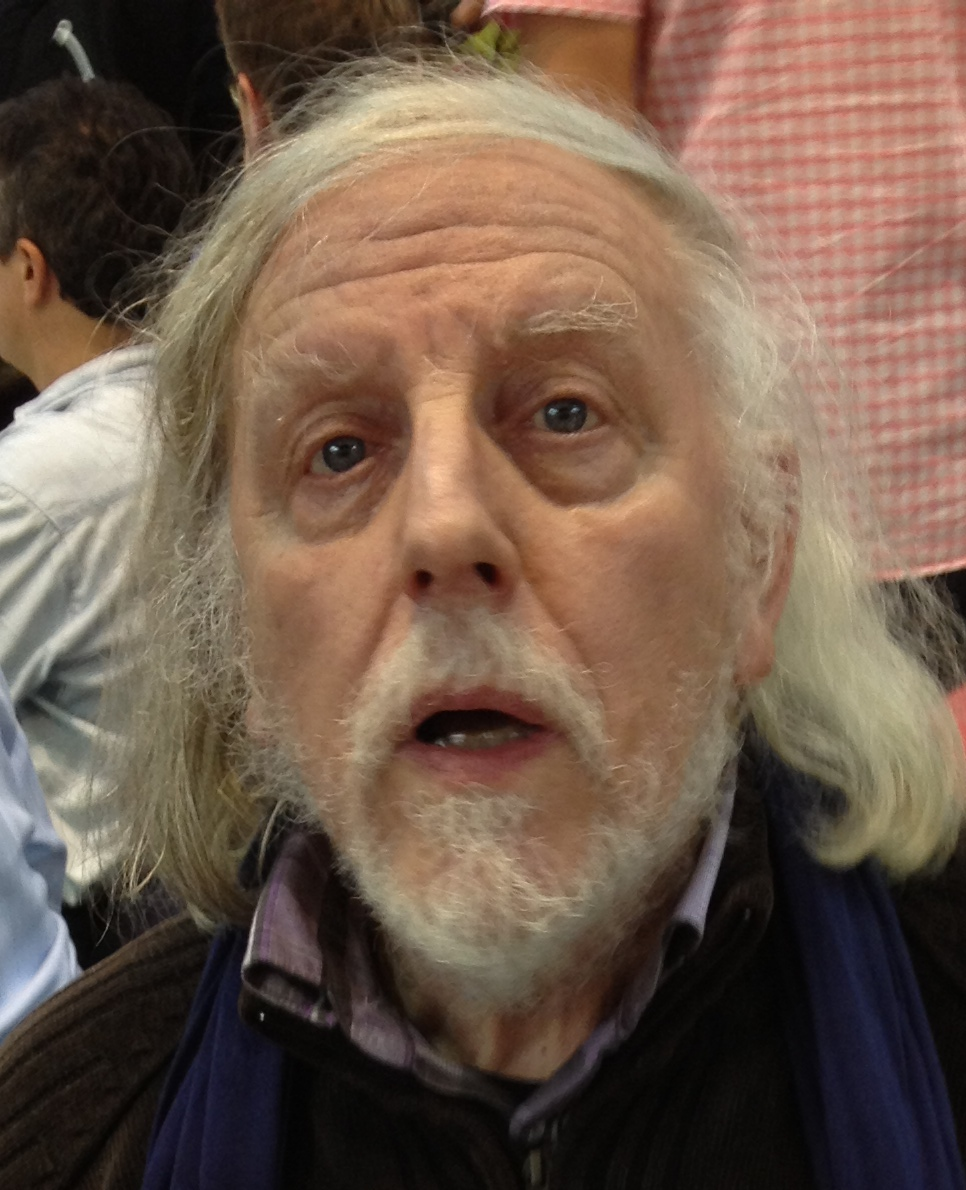
فیلیپ اونوره

در مجموع حوادثی که از روز چهارشنبه و به دنبال حمله به دفتر شارلی ابدو آغاز شد تا روز جمعه ۲۰ نفر از جمله سه حمله‌کننده و گروگان‌گیر کشته شدند.

## مظنونین
خبرگزاری رویتر در ساعت ۲۱:۳۰ خبر از شناسایی افراد مسلح داد. بر اساس خبرگزاری رویتر دو برادر الجزایری‌الاصل بنام‌های سعید کواشی، زادهٔ ۱۹۸۰ و شریف کواچی، زاده ۱۹۸۲ هر دو اهل ژنویه فرانسه و شخص سومی به نام حمید مراد، زاده ۱۹۹۶ با ملیت نامعلوم مظنونین اصلی هستند که در تاریخ هفتم ژانویه ۲۰۱۵ در دفتر نشریه طنز شارلی ابدو دست به تیراندازی و کشتن دوازده نفر نمودند. بر همین اساس شریف کواچی پیش از این در سال ۲۰۰۵ به علت فعالیت تروریستی و عضویت در شاخه جذب مجاهدین عراق به سه سال زندان محکوم شده بود.
دو فرد مظنون، روز نهم ژانویه، تلفنی به مأموران پلیس گفتند که هدفشان مردن به عنوان شهید بود، و به گفته یکی‌از اعضای پارلمان فرانسه، در دامارتین گولو، ناحیه مربوط به تلفن انجام گرفته یک عملیات پلیس در حال اجرا قرار گرفت.

## عزای همگانی
روز پنجشنبه یک روز پس از حادثه حمله به دفتر مجله، به احترام قربانیان این حادثه در فرانسه عزای عمومی اعلام شد.

## نشریه پس از حمله

کاریکاتور محمد (پیامبر مسلمانان) توسط نشریهٔ شارلی ابدو؛ پس از واقعهٔ تیراندازی؛ محمد در حالی که به کمپین من شارلی هستم پیوسته‌است، در بالای سرش نوشته‌است: همه بخشیده شدند؛ کاریکاتوریست در مصاحبهٔ خبری گفت: «کنایهٔ این جمله این است که محمدِ ما از محمدِ تروریست‌ها مهربان‌تر است.»

ریچارد مالکا وکیل این هفته‌نامه گفت: شارلی ابدو، هفته آینده و با تیراژ بی‌سابقه یک میلیون نسخه منتشر خواهد شد (اما در سه میلیون نسخه منتشر شد). تیراژ عادی این نشریه تا پیش از حمله به دفتر آن، حدود ۶۰ هزار نسخه در هفته بود. همچنین اِما پاتریک پِلو، از نویسندگان این هفته‌نامه و یکی از نویسندگان بازماندگان قتل‌عام روز چهارشنبه، گفت: «هم‌قسم شده‌اند تا شارلی ابدو را هفته آینده منتشر و به گفته او، ثابت کنند که جهل پیروز نخواهد شد. شرایط بسیار سخت است، ما همگی ترسیده‌ام و رنج می‌بریم اما این کار را به هر نحو ممکن انجام خواهیم داد زیرا حماقت هیچگاه برنده نمی‌شود. اگر هفته‌نامه شارلی ابدو منتشر نشود، معنی‌اش این است که مرگ شارلی‌ها برای هیچ بوده‌است». روز چهارشنبه، ۲۴ دی (۱۴ ژانویه)، شماره جدید نشریه شارلی ابدو در تیراژ سه میلیون نسخه در سراسر فرانسه پخش شد در حالیکه پیشاپیش صف‌های طولانی خریداران در برابر برخی محل‌های توزیع نشریه تشکیل شده بود. تیراژ این شماره سه میلیون نسخه بود که تمامی آن به سرعت فروش رفت. در مراکز توزیع نشریات در برخی نقاط پاریس تمامی شماره‌های شارلی ابدو ظرف چند دقیقه به فروش رفت در حالیکه در مواردی، از ساعاتی قبل، صف‌های طولانی خریداران در برابر محل‌های توزیع نشریه تشکیل شده بود.
بر روی جلد نخستین شماره نشریه شارلی ابدو که پس از حمله منتشر شد، نقشی از پیامبر اسلام چاپ شد که پلاکاردی با این مضمون در دست دارد: 'من شارلی هستم' و بالای سر او نوشته شده 'همه بخشوده می‌شوند.' این شماره توسط کارکنان باقی‌مانده نشریه در دفتر روزنامه لیبراسیون تهیه شده بود. همچنین نسخه‌هایی از آن به ۱۶ زبان از جمله زبان‌های انگلیسی، عربی، اسپانیولی، ترکی و ایتالیایی نیز انتشار یافت. در شماره تازه «شارلی ابدو» کاریکاتوریست‌ها و طنزپردازان حمله تروریستی اخیر پاریس را به سخره می‌گیرند. آن‌ها از جوانانی که برای شرکت در جهاد، سفر می‌کنند انتقاد کرده‌اند. در یکی از این کاریکاتورها تروریستی که به آسمان رسیده‌است می‌پرسد: «پس ۷۰ حوری بهشتی کجایند؟» پاسخ «شارلی ابدو» این است: «آن‌ها فعلاً سرگرم روزنامه‌نگاران «شارلی ابدو» هستند.» در یکی دیگر از کارتون‌ها این جمله به چشم می‌خورد: «کاریکاتوریست شدن در مجله «شارلی» - نتیجه ۲۵ سال فعالیت» پایین تصویر این جمله نقش بسته‌است: «تروریست شدن – ۲۵ ثانیه کار. تروریست شدن، شغلی برای همهٔ ناکامان.» پاپ بندیکت شانزدهم هم در این نسخه مصون نماند.
در دومین شماره منتشره پس از حمله، اعلام شد که هفته نامه شارلی ابدو، به دلیل استقبال بی‌سابقه از شمارهٔ اخیر آن، این شماره را به جای دومیلیون نسخهٔ پیش‌بینی شده، در هفت میلیون نسخه منتشر خواهد کرد.

شماره ویژه شارلی ابدو در سالگرد حمله: یک سال گذشت، ولی کشتار ادامه دارد. مجرم (خدایی با ریش و یک اسلحه کلاشنیکف بر دوش) که همچنان متواری است.

## واکنش بین‌المللی

جلد مجله اکونومیست در حمایت از شارلی ابدو

این حمله از طرف فرانسوا اولاند، آنگلا مرکل، ژان-کلود یونکر، دیوید کامرون، نارندرا مودی، ولادیمیر پوتین، سخنگوی کاخ سفید و حسن روحانی محکوم شد.
- ایالات متحده آمریکا باراک اوباما، رئیس‌جمهور آمریکا، نیز در بیانیه‌ای حمله در پاریس را «به شدت» محکوم کرد. در این بیانیه آمده‌است: فرانسه قدیمی‌ترین متحد آمریکاست و شانه به شانه آمریکا در نبرد با تروریست‌هایی حضور داشته‌است که دنیا و امنیت مشترک ما را تهدید کرده‌اند.

بان کی‌مون، دبیرکل سازمان ملل متحد در واکنش به واقعه تیراندازی و کشته شدن ۱۲ نفر در پاریس، آن را جنایتی فجیع، غیرقابل دفاع و بی‌رحمانه خوانده‌است.
- آلمان آنگلا مرکل، صدراعظم آلمان، گفته‌است که در حمله امروز «آزادی بیان» هدف قرار گرفته‌است و دیوید کامرون، نخست‌وزیر بریتانیا گفت که کشورش در مبارزه با هر شکل از تروریسم، در کنار مردم فرانسه و همراه با آنهاست.[۳۰]
- فرانسه فرانسوا اولاند رئیس‌جمهوری فرانسه این حادثه را یک «تراژدی ملی» دانست.
- واتیکان پاپ فرانسیس رهبر کاتولیک‌های جهان گفت که آزادی بیان مطلق نیست به ویژه اگر موجب توهین یا تمسخر اعتقادات دیگران باشد. وی در جریان سفر به فیلیپین و در مصاحبه‌ای با خبرنگاران در هواپیما، با اشاره به حملات پاریس گفت آزادی بیان نه تنها حق بنیادی بشر است بلکه انسان وظیفه دارد با بیان افکار خود به خیر جامعه و عموم کمک کند. پاپ به عنوان مثال با اشاره به یکی از همراهانش که در کنارش ایستاده بود گفت: «مثلاً اگر دوست خوب من دکتر گاسپاری، به مادرم دشنام بدهد از من یک مشت خواهد خورد». پاپ به شوخی مشتش را به سوی او برد و گفت: «این طبیعی است. نمی‌توان دیگران را تحریک کرد. نمی‌توان به اعتقادات دیگران توهین کرد. نمی‌توان اعتقادات دیگران را مسخره کرد».[۳۱]
- ایران حسن روحانی گفت: «ما افراط، خشونت و تروریسم را چه در فلسطین، لبنان و سوریه باشد و چه در پاریس یا آمریکا محکوم می‌کنیم. آنهایی که به ناروا به نام جهاد، دین و اسلام به آدم کشی و خشونت و افراط می‌پردازند، آن‌ها چه بخواهند چه نخواهند در مسیر اسلام هراسی و اسلام ستیزی قدم گذاشته‌اند حتی اگر مزدور نباشند و برخی از آن‌ها دوستان نادان باشند.»[۳۲]
- در اعتراضات به چاپ کاریکاتور پیامبر اسلام در نیامی، پایتخت نیجر، چند کلیسا به آتش کشیده شده و اموال شماری از شرکت‌های فرانسوی مورد حمله قرار گرفت. معترضان از جمله به کیوسک‌های شرکت مخابراتی اورنج حمله کردند. عده‌ای نیز به دفتر فرهنگی فرانسه در یکی از شهرهای نیجر حمله کردند. نیجر، مانند چندین کشور دیگر آفریقایی سال‌ها تحت استعمار فرانسه بود و به همین دلیل گروه‌هایی از مردم احساسات ضدفرانسوی دارند.[۳۳]
- بسیاری از دولت‌های مسلمان چاپ کاریکاتور پیامبر اسلام در نسخه جدید شارلی ابدو را محکوم کردند. همچنین در کشورهای مختلف مسلمان، چون پاکستان، الجزایر و سومالی تجمع‌هایی برگزار شد.[۳۴][۳۵] در ایران هم در دانشگاه امام صادق تجمعی برگزار شد.[۳۶]

### راهپیمایی سراسری همبستگی
در روز یکشنبه راهپیمایی سراسری همبستگی در میدان «جمهوری» پاریس با حضور جمع گسترده‌ای از رهبران کشورهای مختلف، خانواده کشته شدگان و تعداد زیادی از مردم انجام شد. علاوه بر رئیس‌جمهوری و نخست‌وزیر فرانسه، رهبران نزدیک به ۴۰ کشور جهان از جمله نخست‌وزیر بریتانیا، صدراعظم آلمان، نخست‌وزیر اسپانیا، رئیس‌جمهوری اوکراین، نخست‌وزیر اسرائیل، پادشاه اردن، رئیس تشکیلات خودگردان فلسطینی و نخست وزیران ایتالیا و ترکیه در راهپیمایی حاضر بودند.

## واکنش مسلمانان در کشورهای اسلامی
- رسانه‌های رسمی جمهوری اسلامی انتشار چنین نقشی را اهانت به مقدسات اسلامی قلمداد کردند. مرضیه افخم سخنگوی وزارت خارجه ایران اقدام نشریه شارلی ابدو در انتشار کاریکاتور پیامبر اسلام بر روی صفحه اول را "توهین‌آمیز و باعث تحریک احساسات مسلمانان" خواند. او اقداماتی نظیر حملات تروریستی پاریس را "مغایر آموزه‌های اسلامی" خواند، اما در عین حال تأکید کرد، اقدام هیئت تحریریه این نشریه برای انتشار کاریکاتور یاد شده "توهین‌آمیز و باعث تحریک احساسات مسلمانان جهان" است. او همچنین اضافه کرد: «سوءاستفاده از آزادی بیان در غرب قابل پذیرش نیست و باید جلوی آن گرفته شود. بسیاری از ملت‌ها تاوان سیاست‌های اشتباه غرب را می‌دهند و لازم است دولت‌های اروپایی سیاست‌های متناسب با منافع همه پیروان و ملت‌ها را اتخاذ کنند.» سردار نقدی نیز حمله به این نشریه را "سناریوی" دولت‌های اروپایی توصیف کرد.[۴۱]

روزنامه مردم امروز با عکس جرج کلونی

- روزنامه مردم امروز در شماره روز چهارشنبه ۲۵ دی، عکسی از جورج کلونی، هنرپیشه معروف هالیوود منتشر کرد و در تیتر بالای عکس نوشت: "کلونی: من هم شارلی هستم". همزمان حمید رسایی، نماینده تندروی منتقد دولت در مجلس ایران (جبهه پایداری انقلاب اسلامی) به جمع‌آوری امضاء برای نامه‌ای پرداخت که در آن درخواست "برخورد شدید" با روزنامه مردم امروز مطرح شده بود. گزارش شد که حدود ۷۰ نماینده مجلس این نامه را امضا کردند. روزنامه کیهان هم در سرمقاله خود به شدت از محتوای صفحه اول مردم امروز انتقاد کرد.[۴۲] چند روز بعد یعنی در ۱۷ دی ۱۳۹۳ روزنامه مردم امروز بعد از تنها ۱۹ شماره انتشار، با حکم شعبه ۲ دادگاه فرهنگ و رسانه توقیف شد.[۴۳] محمد قوچانی، سردبیر روزنامه، دلیل توقیف را انتشار تصویر جورج کلونی با سنجاق سینه «من شارلی هستم» و تیتر این مطلب یعنی «کلونی: من هم شارلی هستم» اعلام کرد.[۴۴] در ۲۹ دی امتیاز روزنامه بر اساس تصمیم هیات نظارت بر مطبوعات در ایران، لغو شد و پرونده آن به دادگاه ارسال شد. همچنین احمد ستاری مدیر مسئول این روزنامه نیز به دادسرای فرهنگ و رسانه احضار شد.[۴۵][۴۶]
- نشریه گروه انصار حزب‌الله (هفته‌نامه یالثارات الحسین) در ایران، کشتار کارکنان شارلی ابدو را اجرای "کیفر مشروع ساب النبی" خوانده و آن را به مسلمانان تبریک گفت. این هفته‌نامه تیتر زد: "امسال ایام ربیع نور علی نور شد / دشمن هتاک نبی روانه گور شد" و با روتیتر "حمد و سپاس بی کران خدای سرمدی و هزاران تبریک و تهنیت به امت محمدی" از کشتار کارکنان مجله شارلی ابدو استقبال کرده. ارگان انصار حزب‌الله گفت که: "اجرای کیفر مشروع ساب النبی ربطی به عمل تروریستی و داعش ندارد". همچنین انصار حزب‌الله می‌پرسد: "عادلانه است حکم فلان محکمه پیزوری غرب لازم‌الاجرا باشد اما حکم جعفر صادق بر زمین بماند؟" هفته‌نامه یالثارات الحسین نوشت که قتل کسانی که به پیامبر اسلام توهین کرده‌اند "پدیده‌ای مبارک" است اما "باید حساب آن را از فاعلان آن جدا ساخت."یالثارات گفت: "عملیات کیفر ساب النبی از ماه‌ها قبل طراحی و با فریاد 'ما انتقام پیامبرمان را گرفتیم' اجرایی شد." این نشریه همچنین "موضع انفعالی" حسن روحانی، رئیس‌جمهور ایران و "اطلاع رسانی غلط انداز صدا و سیما" را به شدت محکوم کرد.[۴۷]
- صدها تن که خود را دانشجوی بسیجی می‌خواندند روز دوشنبه ۲۹ دی با تجمع مقابل سفارت فرانسه در تهران نسبت به آنچه که «هتک حرمت پیامبر اسلام» عنوان کردند دست به اعتراض زدند و خواستار تعطیلی این سفارتخانه شدند. تجمع کنندگان خواستار بسته شدن سفارت فرانسه و اخراج سفیر این کشور از ایران شدند. در این تجمع همچنین از مجلس شورای اسلامی خواسته شد تا محمدجواد ظریف، وزیر امور خارجه ایران، به دلیل آنچه که واکنش ضعیف این وزارتخانه به قضیه شارلی ابدو خوانده شده است، استیضاح شود. در بیانیه پایانی این تجمع نیز گفته شد: «در حالی که ملت شریف ایران منتظر برخورد قاطع دستگاه دیپلماسی کشورمان با دولت فرانسه بودند، جناب آقای ظریف وزیر خارجه دولت یازدهم در اقدامی نسنجیده و مغایر با اصول انقلاب اسلامی و حتی مغایر با اصول شناخته شده و مورد پذیرش دیپلماتیک، تنها دو روز پس از انتشار این کاریکاتورهای ننگین، به پاریس سفر کرده و با وزیر امورخارجه دولت فرانسه دیدار کرد».[۴۸]
- نقش بستن کاریکاتوری از پیامبر اسلام بر روی جلد مجله در برخی کشورهای مسلمان با انتقاد زیادی روبرو شده است. انجمن‌ها و اتحادیه‌های اسلامی فرانسه چاپ کاریکاتور پیامبر اسلام را در این شماره محکوم کرده‌اند اما شهروندان مسلمان این کشور را به حفظ آرامش فرخوانده‌اند.[۴۹]
- بیست تن از طنز پردازان ایرانی و افغان نیز در بیانیه‌ای این جنایت را محکوم کردند.[۵۰] اما نیروهای امنیتی ایران مانع از برگزاری تجمع رونامه‌نگاران، برای ابراز همدردی با خانواده قربانیان حمله تروریستی شدند. این تجمع قرار بود در مقابل دفتر پلمپ شده انجمن صنفی روزنامه‌نگاران ایران انجام گیرد.[۵۱]
- در اعتراضات به چاپ کاریکاتور پیامبر اسلام در نیامی، پایتخت نیجر، چند کلیسا به آتش کشیده شده و اموال شماری از شرکت‌های فرانسوی مورد حمله قرار گرفت. معترضان از جمله به کیوسک‌های شرکت مخابراتی اورنج حمله کردند. عده‌ای نیز به دفتر فرهنگی فرانسه در یکی از شهرهای نیجر حمله کردند. نیجر، مانند چندین کشور دیگر آفریقایی سال‌ها تحت استعمار فرانسه بود و به همین دلیل گروه‌هایی از مردم احساسات ضدفرانسوی دارند.[۵۲]
- بسیاری از دولت‌های مسلمان چاپ کاریکاتور پیامبر اسلام در نسخه جدید شارلی ابدو را محکوم کردند. همچنین در کشورهای مختلف مسلمان، چون پاکستان، الجزایر و سومالی تجمع‌هایی برگزار شد.[۵۳][۵۴] در ایران هم در دانشگاه امام صادق تجمعی برگزار شد.[۵۵]

## حمایت‌ها
صفحه فیسبوک شارلی ابدو در طول یک شبانه‌روز حدود ۹۰۰ هزار لایک جدید گرفت و بیش از یک میلیون لایک رسید.
- توییتر اعلام کرد که هشتگ JesuisCharlie (من شارلی هستم) در کمتر از ۲۴ ساعت، بیش از سه میلیون و ۵۰۰ هزار بار توییت شده‌است. عبارت فرانسوی je suis Charlie به نماد معترضانی تبدیل شد که در فرانسه و در سراسر جهان، یاد قربانیان حمله به دفتر هفته نامه شارلی ابدو در مرکز پاریس را گرامی داشتند. ریچارد مالکا وکیل این مجله به رادیو فرانسه گفت: «ما تسلیم نخواهیم شد. شعار 'من شارلی هستم' موید حق کفرگویی است.»
- عکس‌هایی با استفاده از همین هشتگ و در همین مدت زمانی در شبکه اجتماعی اینستاگرام نیز بیش از ۶۵۰ هزار بار به اشتراک گذاشته شدند.
- گوگل اعلام کرد که ۲۵۰ هزار یورو برای کمک به ادامه انتشار این هفته‌نامه کمک می‌کند.
- اتحادیه ناشران روزنامه‌های فرانسه نیز اعلام کرد که ۲۵۰ هزار یورو به همین منظور اختصاص خواهد داد.
- از عصر پنجشنبه ۱۸ دی، هزاران نفر از مردم پاریس برای دومین شب متوالی، در میدان رپوبلیک (جمهوری) تجمع کردند.
- روزنامه لوموند، پرتیراژترین روزنامه فرانسه، رادیو فرانسه و گروه تلویزیون‌های فرانسه، نیز در بیانیه مشترکی اعلام کردند که هر اقدام و حمایتی را که لازم باشد، برای ادامه حیات و فعالیت شارلی ابدو انجام خواهند داد.[۲۵]
- خبرگزاری آسوشیتدپرس از ترکیه گزارش کرد که روزنامه جمهوریت، از نشریه‌های طرفدار افکار لائیک در این کشور، ویژه نامه‌ای شامل تعدادی از کاریکاتورهای شارلی ابدو را را در حمایت از نشریه فرانسوی منتشر کرده‌است. به گفته کارکنان جمهوریت، مأموران پلیس پس از بررسی محتوای این ویژه‌نامه و حصول اطمینان از اینکه حاوی کاریکاتورهایی از پیغمبر اسلام نیست، اجازه توزیع آن را دادند.
- در شماری از کشورهای جهان، بعضی از نشریه‌ها و شبکه‌های تلویزیونی با چاپ یا نشان دادن کاریکاتور روی جلد شماره روز چهارشنبه شارلی ابدو، حمایت خود را از این نشریه ابراز داشتند در حالیکه برخی دیگر، با وجود محکوم دانستن کاربرد خشونت و اقدام در سلب حق آزادی بیان و ضمن حمایت از نشریه فرانسوی، بنا بر ملاحظاتی در مورد سلیقه یا واکنش مخاطبان خود، از نشر یا نشان دادن این کاریکاتور خودداری ورزیدند.
- روزنامه مردم امروز به علت انتشار تصویر جورج کلونی با سنجاق سینه «من شارلی هستم» و تیتر این مطلب یعنی «کلونی: من هم شارلی هستم» در ۲۷ دی ۱۳۹۳ پس از تنها ۱۹ شماره انتشار توقیف[۵۶] و ۲۹ دی بر اساس تصمیم هیئت نظارت بر مطبوعات، لغو امتیاز شد.[۵۷]